# Nadap, Fejér
Nadap  este un sat în districtul Gárdony, județul Fejér, Ungaria, având o populație de 542 de locuitori (2011). 

## Demografie
Componența etnică a satului Nadap
     Maghiari (95,86%)
     Germani (1,51%)
     Necunoscut (1,88%)
     Români (0,75%)
     Alții (1,88%)
Componența confesională a satului Nadap
     Romano-catolici (45,76%)
     Reformați (12,73%)
     Fără religie (9,59%)
     Atei (1,11%)
     Necunoscută (29,34%)
     Alte religii (2,77%)
Conform recensământului din 2011, satul Nadap avea 542 de locuitori. Din punct de vedere etnic, majoritatea locuitorilor (95,86%) erau maghiari, cu o minoritate de germani (1,51%). Apartenența etnică nu este cunoscută în cazul a 1,88% din locuitori. Nu există o religie majoritară, locuitorii fiind romano-catolici (45,76%), reformați (12,73%), persoane fără religie (9,59%) și atei (1,11%). Pentru 29,34% din locuitori nu este cunoscută apartenența confesională.